# Mikko Franck
Mikko Ilmari Franck, född 1 april 1979 i Helsingfors, är en finländsk dirigent.
Franck började studera violinspel 1984, och 1992 blev han elev till Erkki Palola. Dirigentstudier har han bedrivit för Jorma Panula, Eri Klas och Atso Almila (diplom 1998). Han har haft åtskilliga uppdrag som gästdirigent vid de ledande inhemska orkestrarna från 1997, vid Finlands nationalopera i Helsingfors (bland annat Rasputin 2003) och operorna i Oslo och Stockholm, samt vid många ledande orkestrar i Europa, Israel, USA, Kanada och Japan. Han var 2002–2005 överkapellmästare för den belgiska nationalorkestern och var chefsdirigent vid Finlands nationalopera 2006–2013. I september 2015 blev han musikdirektör för Orchestre Philharmonique de Radio France; hans första kontrakt med orkestern har förlängts till september 2022.